# Ana Margarida de Carvalho
Ana Margarida Taborda Duarte Martins de Carvalho (Lisboa, 1969) é uma escritora e jornalista portuguesa. Única a receber sucessivamente o Grande Prémio da Associação Portuguesa de Escritores (APE/DGLB) por cada uma das suas três obras de ficção (dois romances e um livro de contos).

## Biografia e obra
É filha do escritor Mário de Carvalho. Nascida em Lisboa no ano de 1969, licenciou-se em direito pela Faculdade de Direito da Universidade de Lisboa. Tem 2 filhos.
Jornalista, foi distinguida com 7 prémios de reportagem. Trabalhou durante 25 anos na Revista Visão, onde foi editora e Grande Repórter. Colaborou com diversas publicações: Jornal de Letras, Revista Ler, Marie Claire, Egoísta, Colóquio Letras assim como com o canal televisivo SIC.
Fez crítica cinematográfica no blog Final Cut (do qual foi fundadora) e na Revista Visão. Integrou, em diversos anos, o painel de jurados do ICA (Instituto do Cinema e do Audiovisual) para atribuição de subsídios nos concursos de produção de longas-metragens, documentários e desenvolvimento de guião. Durante dois anos, assinou a crónica semanal «Conversas de Elevador», no site da Revista Visão.
Três dos seus guiões cinematográficos (documentário e ficção) ficaram classificados nos primeiros lugares em concursos do ICA, obtendo o respectivo financiamento.

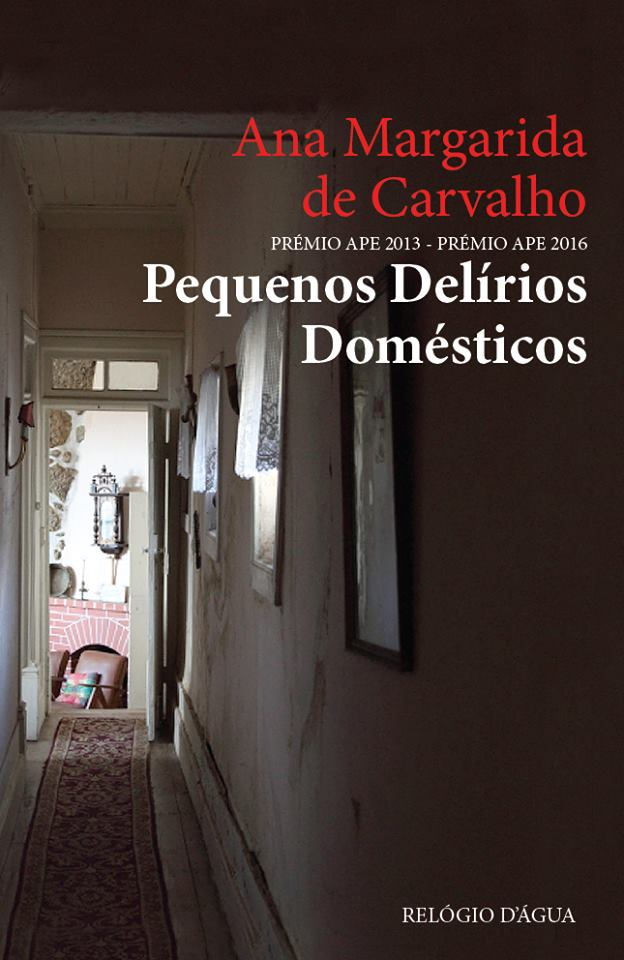
Capa do Livro de Contos Pequenos Delírios Domésticos

Estreou-se no romance com o seu primeiro livro em 2013, «Que Importa a Fúria do Mar», que ganhou o Grande Prémio de Romance e Novela APE/DGLAB – 2013, foi finalista de diversos outros prémios e mereceu a aprovação generalizada da crítica literária.
Em 2016 publicou o seu segundo romance, «Não se Pode Morar nos Olhos de Um Gato», que ganhou igualmente o Grande Prémio de Romance e Novela APE/DGLAB – 2016 e o prémio Manuel de Boaventura 2017 por se tratar "de uma obra dotada de um imaginário poderoso e servida por uma força narrativa invulgar, visível não apenas no modo denso como convoca ressonâncias intertextuais, como pelo seu invulgar merecimento estético-expressivo”. Foi finalista do Oceanos-Prêmio de Literatura em Língua Portuguesa do Instituto Itaú Cultural e nomeado para melhor livro de 2017 pela Sociedade Portuguesa de Autores. Foi editada, no Brasil, a primeira edição em 2018.
Publicou, em 2017, o seu primeiro livro de contos, «Pequenos Delírios Domésticos», que foi vencedor do Grande Prémio de Conto Camilo Castelo Branco APE/CM Vila Nova de Famalicão, tornando-se assim a primeira autora portuguesa a ganhar três Grandes Prémios APE por obras sucessivas.
É autora do prefácio de «Alexandra Alpha», de José Cardoso Pires, numa reedição da Relógio D'Água, em 2015.
Em 2017, foi-lhe atribuída uma bolsa anual de criação literária pela Direcção-Geral do Livro, Arquivos e Bibliotecas (DGLAB).
Realiza várias oficinas e workshops na área da literatura e da escrita criativa.
Publica, em 2019, o seu terceiro romance, «O Gesto que Fazemos para Proteger a Cabeça», e, em 2021, o seu segundo livro de contos, «Cartografias de Lugares mal Situados (10 Contos da Guerra)».
Ao longo do ano de 2022, foi responsável pelo podcast da Câmara Municipal de Lisboa «Felicidade Interna Bruta», para o qual realizou 12 entrevistas com vários autores portugueses (como Rodrigo Guedes de Carvalho, Mafalda Veiga ou Nuno Artur Silva). Em colaboração com a Fundação Francisco Manuel dos Santos, publicou o ensaio «Viver Só», em 2023, integrando a colecção Questões Sociais.